# Муаз аль-Касасиба
Муа́з Сафи́ Ю́суф аль-Каса́сиба (иорданск. произн.: Муа́з аль-Каса́сбе, араб. معاذ صافي يوسف الكساسبة‎; 29 мая 1988, Эль-Карак — 3 января 2015, Сирия) — иорданский военный лётчик, который был захвачен боевиками «Исламского государства» и сожжён заживо.

## Биография
Муаз аль-Касасиба родился 29 мая 1988 года в ливе (адм. единица) Ай мухафазы Эль-Карак на юге Иордании. Его отец, Сафи Юсуф аль-Касасиба был профессором образования в ливе Касаба-эль-Карак, мать Исаф тоже занималась преподаванием. Муаз окончил среднюю школу в Эль-Караке и поступил в Авиационный колледж Короля Хусейна. Окончив учёбу в колледже в 2009 году, приступил к службе в Королевских военно-воздушных силах Иордании. В сентябре (июле) 2014 года Муаз женился на инженере Анвар ат-Таравне. К моменту захвата боевиками ИГ, Муаз аль-Касасиба дослужился до чина старшего лейтенанта ВВС.

### Захват боевиками ИГ и сожжение заживо

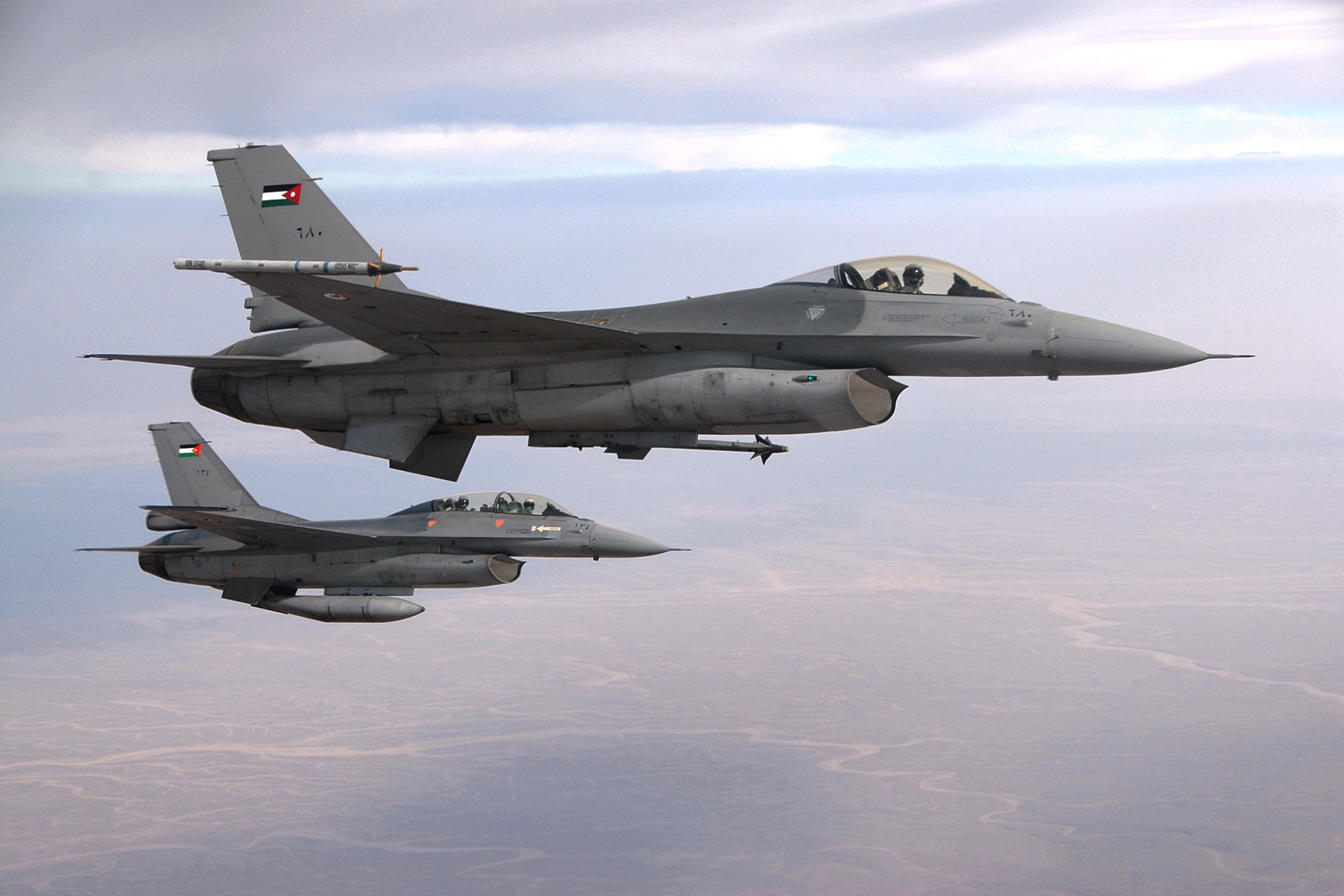
Истребители F-16 Королевских военно-воздушных сил Иордании

Истребитель F-16, которым Муаз управлял в ходе операции сил коалиции против ИГ, разбился 24 декабря 2014 года из-за технических проблем во время бомбардировки кирпичного завода, хотя «Исламское государство» утверждало, что это они подбили его. Пилот успел катапультироваться до падения самолёта и приземлился в озеро рядом с сирийским городом Ракка, где его и захватили боевики ИГ. 30 декабря в англоязычном журнале Dabiq, принадлежащем ИГ, вышло подробное интервью с Муазом аль-Касасиба.
Узнав о захвате Муаза, его отец и родной брат обратились к членам ИГ с просьбой отпустить его. В эфире одной из иорданских радиостанций брат Муаза Джаввад аль-Касасиба сообщил: «Мой брат набожный человек, который совершает молитву, соблюдает пост и всегда летает вместе с экземпляром Корана».
После неудачных переговоров об освобождении пленников, его сокамерник, японский журналист Кэндзи Гото был обезглавлен, а аль-Касасиба был заперт в клетке и сожжён заживо. В начале февраля 22-минутная видеозапись казни была распространена в интернете членами ИГ. Власти Иордании подтвердили, что пилот был убит 3 января 2015 года, то есть за месяц до того, как это стало известно общественности. Боевики группировки ИГ продолжали торговаться за жизнь уже казнённого пленника. По некоторым данным, подозрения об убийстве пилота возникли у официальных лиц США за неделю до обнародования шокирующей видеозаписи. Согласно заключению британских спецслужб, Муаз аль-Касасиба был убит в период между 5 и 8 января.

## Обоснование ИГ
В подтверждение своей позиции, на видео со сжиганием джихадисты сослались на слова Ибн Теймии:

Если в показательном уродовании есть призыв к ним (врагам) уверовать или отвратить их от [вооружённой] агрессии, то тогда это из установленных наказаний и законный джихад.
Оригинальный текст (ар.)فأما إذا كان في التمثيل الشائع دعاء لهم إلى الإيمان أو زجر لهم عن العدوان فإنه هنا من إقامة الحدود والجهاد المشروع

## Реакция на смерть Муаза

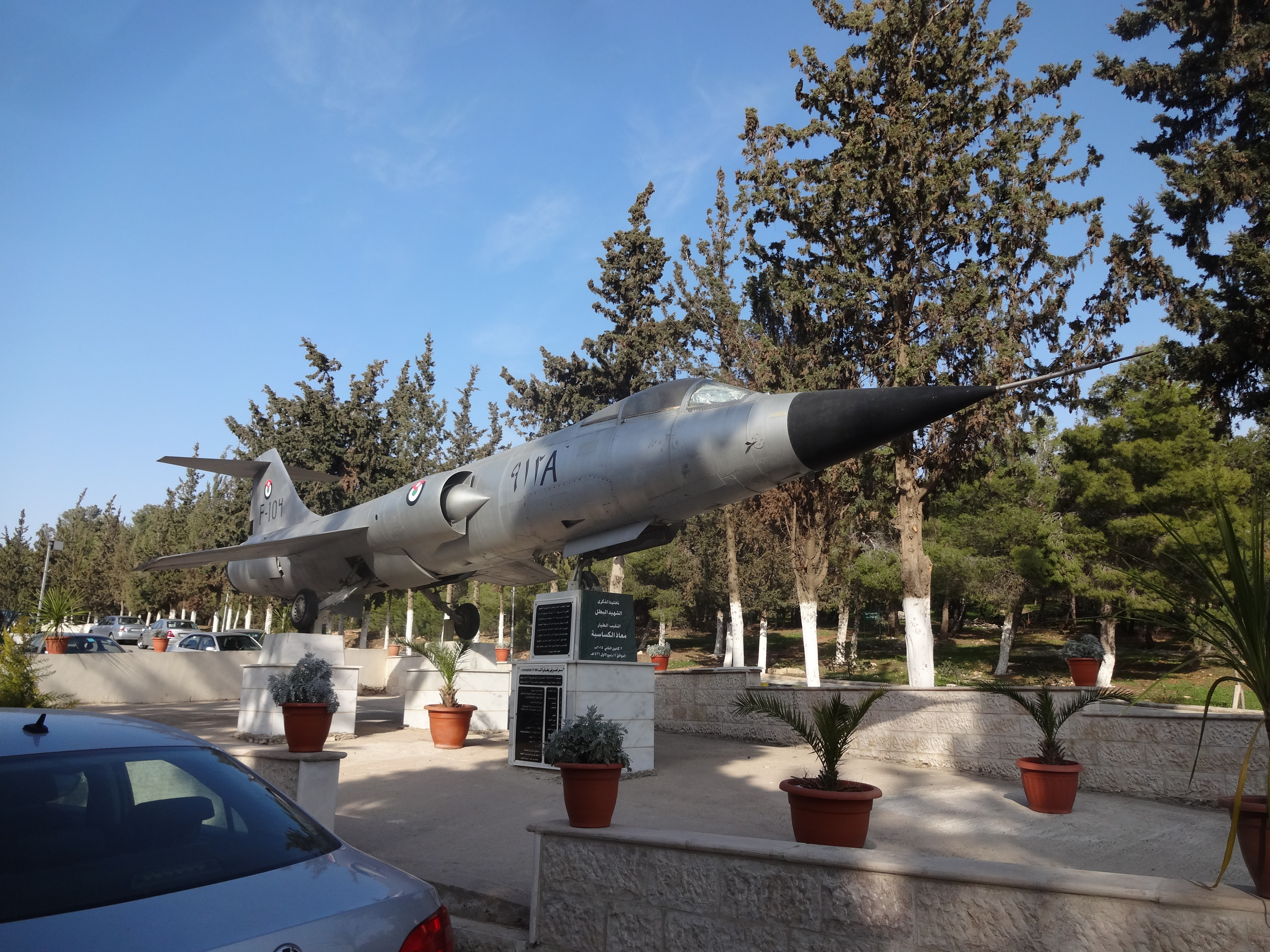
Мемориал в Иорданском университете

Новость о казни иорданского пилота привела к демонстрациям в столице Иордании Аммане и родном городе Муаза аль-Касасиба Эль-Караке. Король Абдалла II прервал свой визит в США и вернулся в Иорданию. Иорданская общественность призвала к мести за мученическую гибель Муаза. Вскоре были повешены террористка Саджида ар-Ришави, которую ранее ИГ хотело обменять на пилота, и сподвижник главы «Аль-Каиды в Ираке» Абу Мусаба аз-Заркави Зияд аль-Карбули.
6 февраля 2015 года в интервью Roya TV шейх «Аль-Каиды» Абу Мухаммад аль-Макдиси рассказал, как также предлагал обменять осуждённую на смерть исламскую террористку Саджиду ар-Ришави на пилота Муаза аль-Касасибу, однако, как выяснилось после публикации видео сожжения, ИГ обманывало аль-Макдиси, и на момент переговоров пилот был уже казнён.
Иорданский салафитский шейх Али Хасан аль-Халяби назвал Муаза шахидом и написал 2 касыды в его честь.
Ийяд Мадани, председатель ОИС, заявил, что действия ИГ нарушают права заключённых в исламе, Юсуф аль-Кардави заявил, что мягкость мирового сообщества к Асаду позволила расцвести подобным террористам среди недовольных суннитов, Салман аль-Ауда заявил, что огнём имеет право наказывать лишь Аллах, а шейх аль-Азхара Ахмед Тайеб заявил, что боевиков ИГ надо убивать, распинать или рубить им руки.